# Athalia (Ohio)

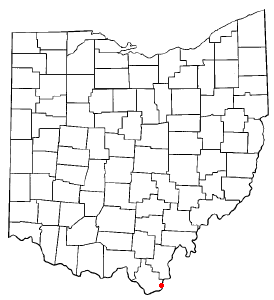
Athalia na planie stanu Ohio

Athalia – wieś w USA, w stanie Ohio, w hrabstwie Lawrence.
W roku 2010, 21,4% mieszkańców było w wieku poniżej 18 lat, 7,6% było w wieku od 18 do 24 lat, 28,9% było od 25 do 44 lat, 29,4% było od 45 do 64 lat, a 12,6% było w wieku 65 lat lub starszych. We wsi było 47,7% mężczyzn i 52,3% kobiet.
Liczba mieszkańców w 2010 roku wynosiła 373.